# Only Women Bleed
„Only Women Bleed“ je píseň amerického zpěváka Alice Coopera, která vyšla na jeho prvním sólovém albu Welcome to My Nightmare v roce 1975. Společně s Cooperem se na ní autorsky podílel kytarista Dick Wagner. Mimo své pozice na albu píseň také ve zkrácené verzi vyšla jako singl, přičemž na jeho B-straně byla píseň „Cold Ethyl“. V žebříčku Billboard Hot 100 se píseň umístila na dvanácté pozici. Proti písni, jejíž text byl údajně sexistický a urážlivý, protestovalo několik feministických skupin.
Svou verzi této písně v pozdějších letech nahráli například Carmen McRae (1976), Lita Ford (1990) nebo spoluautor Dick Wagner (1995). Zpěvačka Julie Covingtonová píseň vydala v roce 1978 na singlu, který se umístil na dvanácté příčce britské hitparády; později tato verze vyšla na reedici zpěvaččina alba Julie Covington.